# ۱۵ آذر
۱۵ آذر دویست و شصت و یکمین روز از سال در گاه‌شماری خورشیدی است. به پایان سال ۱۰۴ روز (۱۰۵ روز در سال کبیسه) باقی‌است.

## رویدادها
- ۱۲۹۳ - گشایش مجلس سوم شورای ملی
- ۱۳۰۴ - افتتاح مجلس مؤسسان با نطق رضا شاه
- ۱۳۱۴ - ثبت مناره رهروان (رادان) به‌عنوان یکی از آثار ملی ایران
- ۱۳۱۴ - ثبت امامزاده حبیب بن موسی به‌عنوان یکی از آثار ملی ایران
- ۱۳۱۴ - ثبت مناره چهل دختران به‌عنوان یکی از آثار ملی ایران
- ۱۳۱۴ - ثبت آرامگاه سید رکن‌الدین به‌عنوان یکی از آثار ملی ایران
- ۱۳۱۴ - ثبت مناره کبیر به‌عنوان یکی از آثار ملی ایران
- ۱۳۱۴ - ثبت باغ فین به‌عنوان یکی از آثار ملی ایران
- ۱۳۴۴ - ثبت تپه کلار به‌عنوان یکی از آثار ملی ایران
- ۱۳۶۰ - پایان عملیات طریق القدس
- ۱۳۶۴ - انتشار اولین شماره ماهنامه آدینه
- ۱۳۶۸ - اکران فیلم روز باشکوه به کارگردانی کیانوش عیاری
- ۱۳۷۳ - آتش‌سوزی در ساختمان مجلس شورای ملی
- ۱۳۷۸ - ثبت مسجد قدیمی توران پشت به‌عنوان یکی از آثار ملی ایران
- ۱۳۷۸ - ثبت زیارتگاه خدیجه خاتون به‌عنوان یکی از آثار ملی ایران
- ۱۳۷۸ - ثبت خانه موید علایی به‌عنوان یکی از آثار ملی ایران
- ۱۳۷۸ - ثبت موزه حیات وحش هفت چنار به‌عنوان یکی از آثار ملی ایران
- ۱۳۸۴ - سقوط هواپیمای سی-۱۳۰ (۱۳۸۴)
- ۱۳۹۱ - زمین‌لرزه ۱۳۹۱ زهان
- ۱۳۹۱ - آتش‌سوزی در مدرسه شین‌آباد
- ۱۳۹۷ - بمب‌گذاری ۱۳۹۷ در چابهار
- ۱۳۹۹ - آغاز سیل ۱۳۹۹ جنوب ایران

## زادروزها
- ۱۲۷۳ - زین‌العابدین رهنما، نویسنده، مترجم، روزنامه‌نگار و پژوهشگر
- ۱۳۰۲ - سید ضیاءالدین شادمان، ورزشکار و سیاست‌مدار
- ۱۳۲۲ - اکبر افتخاری، بازیکن تیم ملی فوتبال ایران و باشگاه‌های استقلال و پرسپولیس تهران
- ۱۳۳۲ - سعید صادقی، عکاس و مدیر فیلم‌برداری سینما و تلویزیون ایران
- ۱۳۵۱ - محسن خزایی، خبرنگار
- ۱۳۶۰ - امیرحسین صادقی، بازیکن فوتبال

## مرگ‌ها
- ۱۳۴۱ - عین‌الله محمودی همدانی، پدر تلفن همگانی ایران
- ۱۳۵۹ - احمد کشوری، خلبان نیروی هوایی ارتش جمهوری اسلامی ایران
- ۱۳۷۳ - رجبعلی امیری فلاح، خواننده اهل گیلان
- ۱۳۸۷ - عباسقلی رنجبر، نوازنده دوتار و از بخشی‌های سرشناس موسیقی شمال خراسان
- ۱۳۹۰ - غلامرضا بروسان، شاعر
- ۱۳۹۱ - پرتو اشراق، محقق و مترجم سینما و ادبیات و پژوهشگر موسیقی
- ۱۳۹۵ - آلبرت دانیال‌زاده، دانشمند زیست‌شیمی‌دان
- ۱۳۹۶ - مجتبی عبدالله‌نژاد، نویسنده و مترجم

## مناسبت‌ها
- روز حسابدار
- روز هوانیروز در ایران